# Hassan Sheikh Mohamoud
Hassan Sheikh Mahmoud (en somali : Xasan Sheekh Maxamuud ; en arabe : حسن شيخ محمود, Ḥasan Šaiḫ Maḥmūd), né le 29 novembre 1955 à Jalalaqsi (en) dans la région de Hiiraan, est un homme politique et universitaire somalien. Président de la République de 2012 à 2017, il retrouve le poste le 23 mai 2022 à la suite de sa victoire à l'élection présidentielle.

## Vie privée
Professeur de technologie à l'université de Mogadiscio, Hawiyé (en) comme un quart des Somalis, il fait partie du sous-clan Abgaal.

## Carrière politique

### Première présidence
Il est élu président de la République le 10 septembre 2012 au deuxième tour par le Parlement fédéral de transition réuni dans la capitale Mogadiscio, obtenant 190 voix contre le président sortant Sharif Sheikh Ahmed qui en obtient 79,,. Il prend ses fonctions le 16 septembre.
Le 12 septembre, une attaque suicide de trois shebabs frappe l'hôtel Jazeera où il réside alors, faisant trois morts parmi les militaires de la sécurité mais aucune victime parmi les personnalités politiques.
Avec la guerre civile qui continue en Somalie, au début de 2016 son autorité s'exerce sur moins de 2 % du territoire somalien (quelques quartiers de Mogadiscio et quelques villes côtières). Il n'a pas réussi à trouver une solution à la question du Somaliland, dont l'indépendance auto-proclamée n'est pas reconnue par l'Organisation des Nations unies (ONU).

### Retour à la présidence
Il est candidat à l'élection présidentielle du 15 mai 2022 lors de laquelle il bat au troisième tour le président sortant face à qui il avait perdu en 2017. Il prend ses fonctions le 23 mai.
Le 30 novembre 2023, le fils de Mohammed Hassan Sheikh Mohamoud, aurait été impliqué dans un accident de la route à Istanbul, un coursier a été tué, selon les médias turcs, qui ont déclaré que son fils avait fui la Turquie après l'accident mortel.